# 収れん作用
収斂作用（しゅうれんさよう、英: Astringent）とは、タンパク質を変性させることにより組織や血管を縮める作用である。渋味を示すことからアストリンゼント（astringent）効果とも呼ばれる。
収れん作用を持つ物質には止血、鎮痛、防腐などの効果があり、化粧品や医薬品として用いられる。
ミョウバンは炎症を鎮める目的で口内炎に用いるほか、肌の引き締めや制汗効果を期待して化粧品にも配合される。食品の食感を良くするためにも使われる。
タンニンやビスマスの化合物は腸粘膜のタンパク質と結合して被膜を作る。これにより炎症を起こした粘膜への刺激を和らげるため、整腸剤として利用される。タンニンを含む食品を口に入れると強い渋みを感じるが、これはタンニンが口腔内で収れん作用を示すためである。